# Gernot Roll
Pour les articles homonymes, voir Roll.
Gernot Roll, né le 9 avril 1939 à Dresde (Allemagne), et mort le 12 novembre 2020 à Munich (Allemagne), est un directeur de la photographie allemand qui a travaillé notamment avec des réalisateurs tels qu'Edgar Reitz et Sönke Wortmann. Il est également réalisateur.

## Filmographie partielle

### Comme directeur de la photographie
- 1962 : Peter Pan (TV)
- 1965 : Walther Rathenau - Untersuchung eines Attentats (TV)
- 1965 : Nachruf auf Egon Müller (TV)
- 1966 : Geschlossene Gesellschaft (TV)
- 1966 : Ein Schloß (TV)
- 1967 : Die Affäre Eulenburg (TV)
- 1967 : Flucht ohne Ausweg (série télévisée)
- 1967 : Heydrich in Prag (TV)
- 1967 : Der schöne Gleichgültige (TV)
- 1967 : Verräter (série télévisée)
- 1968 : Schinderhannes (TV)
- 1968 : Schmutzige Hände (TV)
- 1968 : Erotik auf der Schulbank
- 1968 : Die Schlacht bei Lobositz (TV)
- 1969 : Bahnübergang (TV)
- 1969 : Die Tauben (TV)
- 1969 : Seltsames Zwischenspiel (TV)
- 1970 : Wie eine Träne im Ozean (série télévisée)
- 1970 : Tartuffe oder Der Betrüger (TV)
- 1970 : Hier bin ich, mein Vater (TV)
- 1970 : Esther Ofarim (TV)
- 1970 : The Last Escape
- 1970 : Menschen (TV)
- 1970 : Merkwürdige Geschichten (série télévisée)
- 1971 : Magic Afternoon (TV)
- 1971 : Change (TV)
- 1971 : Salto Mortale (série télévisée)
- 1972 : Eisenwichser (TV)
- 1972 : Wilder Sex junger Mädchen
- 1972 : Deutsche Novelle (TV)
- 1973 : Tod auf der Themse (TV)
- 1973 : Merkwürdige Lebensgeschichte des Friedrich Freiherrn von der Trenck (série télévisée)
- 1972 : Alexandre Bis (série télévisée)
- 1973 : Der Vorgang (TV)
- 1973 : Oh Jonathan, oh Jonathan!
- 1973 : Sie und er im Rausch der Wollust
- 1973 : Libero
- 1974 : Hau drauf, Kleiner
- 1968 : Graf Yoster gibt sich die Ehre (série télévisée)
- 1974 : Lisa - Aus dem Leben einer Unentbehrlichen (TV)
- 1975 : Die unfreiwilligen Reisen des Moritz August Benjowski (série télévisée)
- 1976 : Wir pfeifen auf den Gurkenkönig (TV)
- 1976 : Minna von Barnhelm (TV)
- 1975 : Tegtmeiers Reisen (série télévisée)
- 1975 : Nonstop Nonsens (série télévisée)
- 1977 : Stunde Null
- 1977 : Kante (TV)
- 1978 : Die beiden Freundinnen (TV)
- 1978 : Unsere kleine Welt (TV)
- 1978 : Wallenstein (série télévisée)
- 1979 : Die Buddenbrooks (série télévisée)
- 1979 : 1+1=3
- 1980 : Der Thronfolger (TV)
- 1980 : Das Ziel (TV)
- 1980 : Le Cerveau du super-gang
- 1981 : Es geht seinen Gang oder Mühen in unserer Ebene (TV)
- 1982 : Ein Stück Himmel (série télévisée)
- 1983 : Krimistunde (série télévisée)
- 1983 : Hanna von acht bis acht (TV)
- 1984 : Heimat - Eine deutsche Chronik (série télévisée)
- 1984 : Don Carlos (TV)
- 1985 : Morenga
- 1985 : Ein fliehendes Pferd (TV)
- 1986 : Mit meinen heißen Tränen (série télévisée)
- 1986 : Wohin und zurück - Teil 2: Santa Fé (TV)
- 1986 : Wohin und zurück - Teil 3: Welcome in Vienna (TV)
- 1986 : Die Wächter (série télévisée)
- 1974 : Tatort (série télévisée)
- 1987 : Wallenstein (série télévisée)
- 1987 : Das andere Leben (TV)
- 1988 : Familienschande (TV)
- 1988 : Der Schwammerlkönig (série télévisée)
- 1988 : Faust - Vom Himmel durch die Welt zur Hölle
- 1989 : Das Nest (série télévisée)
- 1989 : La Roseraie (The Rose Garden)
- 1990 : Der zerbrochene Krug (TV)
- 1990 : Dort oben im Wald bei diesen Leuten (TV)
- 1990 : La Putain du roi
- 1991 : Gekaufte Bräute (TV)
- 1991 : Der Tod kam als Freund (TV)
- 1991 : Keep on Running
- 1991 : Wildfeuer
- 1992 : Meine Tochter gehört mir
- 1992 : Mary Higgins Clark : Pour le meilleur et pour le pire (Terror Stalks the Class Reunion) (TV)
- 1992 : Kleine Haie
- 1993 : Der Fall Lucona
- 1993 : Krücke
- 1993 : Die zweite Heimat - Chronik einer Jugend (série télévisée)
- 1993 : Kaspar Hauser
- 1994 : Les Nouveaux Mecs (Der bewegte Mann)
- 1994 : La Marche de Radetzky (Radetzkymarsch) (série télévisée)
- 1995 : Der Räuber mit der sanften Hand (série télévisée)
- 1996 : Honigmond
- 1996 : Das Mädchen Rosemarie (TV)
- 1996 : Au-delà du silence (Jenseits der Stille)
- 1997 : Rossini
- 1997 : Seitensprung in den Tod (TV)
- 1997 : Unter die Haut (TV)
- 1997 : Ballermann 6
- 1997 : Weihnachtsfieber
- 1998 : Der Laden (feuilleton TV)
- 1999 : Late Show
- 1999 : Der grosse Bagarozy
- 1999 : Tach Herr Dokter - Der Heinz Becker Film
- 1999 : 'Ne günstige Gelegenheit
- 2001 : Lettre d'une inconnue (TV)
- 2001 : Das sündige Mädchen (TV)
- 2001 : Thomas Mann et les siens (série télévisée)
- 2001 : Nowhere in Africa (Nirgendwo in Afrika)
- 2002 : La Dernière Fête de Jedermann (Jedermanns Fest)
- 2002 : Knallharte Jungs
- 2003 : Trenck - Zwei Herzen gegen die Krone (TV)
- 2004 : Pura vida Ibiza
- 2005 : Speer und er (série télévisée)
- 2005 : Speer und er: Nachspiel - Die Täuschung (TV)
- 2005 : Polly Blue Eyes
- 2006 : Drei Schwestern made in Germany (TV)
- 2006 : Der Räuber Hotzenplotz
- 2006 : Heimat-Fragmente: Die Frauen
- 2007 : Kein Bund fürs Leben
- 2008 : Les Buddenbrook, le Déclin d'une famille
- 2009 : Männersache
- 2010 : Henri 4
- 2011 : Die Superbullen - Sie kennen keine Gnade
- 2011 : Werner - Eiskalt!
- 2011 : Der Mann mit dem Fagott (TV)
- 2012 : Die kleine Lady (La Petite Lady) (TV)
- 2013 : Die andere Heimat - Chronik einer Sehnsucht
- 2015 : Meister des Todes
- 2019 : Brecht, film biographique en deux parties de Heinrich Breloer

### Comme réalisateur
- 1994 : La Marche de Radetzky (Radetzkymarsch) (série télévisée)
- 1997 : Ballermann 6
- 1999 : Tach Herr Dokter - Der Heinz Becker Film
- 1999 : 'Ne günstige Gelegenheit
- 2003 : Trenck - Zwei Herzen gegen die Krone (TV)
- 2004 : Pura vida Ibiza
- 2006 : Der Räuber Hotzenplotz
- 2009 : Männersache
- 2011 : Die Superbullen - Sie kennen keine Gnade
- 2011 : Werner - Eiskalt!
- 2012 : Die kleine Lady (La Petite Lady) (TV)